# Diplocarpon earlianum
Diplocarpon earlianum (Ellis & Everh.) F.A. Wolf – gatunek grzybów z rodziny Drepanopezizaceae. W Polsce u truskawki wywołuje chorobę o nazwie czerwona plamistość liści truskawki.

## Systematyka i nazewnictwo
Pozycja w klasyfikacji według Index Fungorum: Diplocarpon, Drepanopezizaceae, Helotiales, Leotiomycetidae, Leotiomycetes, Pezizomycotina, Ascomycota, Fungi. W Polsce u truskawki wywołuje chorobę o nazwie czerwona plamistość liści truskawki.
Po raz pierwszy takson ten w 1884 r. opisali Job Bicknell Ellis i Benjamin Matlack Everhart nadając mu nazwę Peziza earliana. Obecną, uznaną przez Index Fungorum nazwę nadał mu Frederick Adolph Wolf w 1924 r. (jako Diplocarpon earliana).
Ma około 20 synonimów.

## Cykl życiowy
Diplocarpon aerlianum zimuje w porażonych liściach. Może rozwijać się przez cały rok, nawet pod pokrywą śnieżną, ale niska temperatura znacznie zmniejsza tempo jego rozwoju. W porażonych liściach tworzy służące do rozmnażania się acerwulusy. Podczas suchej pogody mogą one długo pozostawać w stanie uśpienia, ale szybko dojrzewają w okresach wilgotnych. Wiosną panują idealne warunki do ich rozwoju. Wytwarzane w acerwulusach i zlepione śluzem konidia rozprzestrzeniane są przez rozbryzgi deszczu, rosę i podczas zraszania roślin, prawdopodobnie także przez stawonogi. Po przyklejeniu się do rośliny wypuszczają strzępki rostkowe przebijające naskórek. Niezbędny do infekcji czas zwilżenia liści wynosi 9 godz., a dla bardzo młodych liści 18 godz. Pod skórką rośliny rozwija się grzybnia patogenu. Pierwsze objawy porażenia pojawiają się w ciągu 6–15 dni od infekcji, a po około 25 dniach w sprzyjających patogenowi warunkach pogody tworzą się acerwulusy. Powstające w nich konidia dokonują infekcji wtórnych rozprzestrzeniających chorobę.
Optymalna temperatura do produkcji konidiów wynosi od 20 do 25 stopni Celsjusza przy obecności wolnej wody (powszechnie występującej w środku lata w wielu regionach). Optymalne dla rozwoju grzybni patogenu pH wynosi 5-6.

## Występowanie i siedlisko
Diplocarpon aerlianum jest szeroko rozpowszechniony zarówno na półkuli północnej, jak południowej. Występuje a Ameryce Północnej i Południowej, Europie, Afryce Środkowej i Południowej, na Bliskim Wschodzie, Azji Południowej i Wschodniej, w Australii. Rozprzestrzenia się głównie podczas deszczu przez rozbryzgi konidiów z porażonych liści. Zarodniki płciowe (askospory) odgrywają niewielką rolę w rozprzestrzenianiu choroby.
Grzyb mikroskopijny, pasożyt i saprotrof. Jedynymi znanymi jego żywicielami są różne gatunki poziomki (Fragaria).